# Gangshika

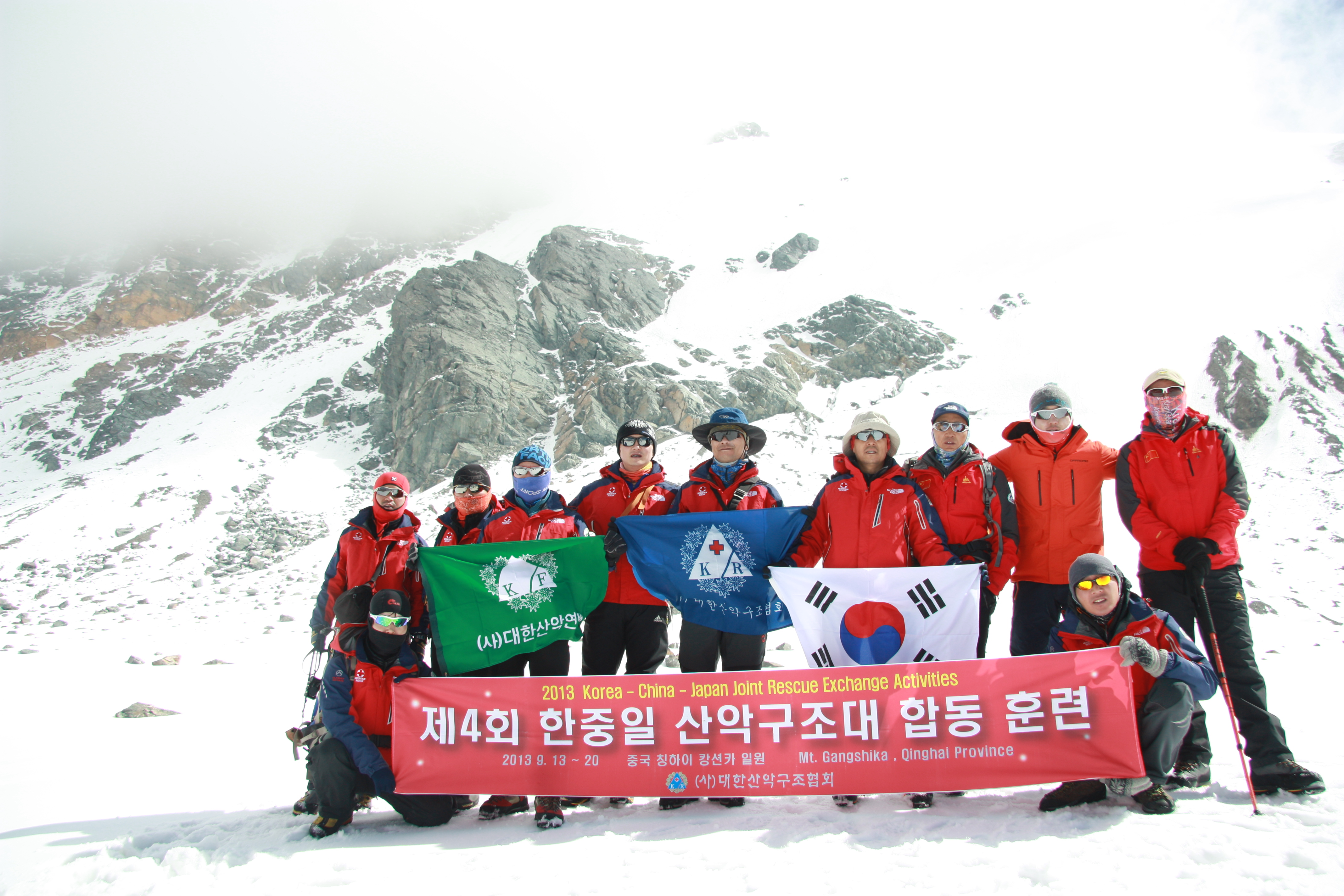
Esercitazione di soccorso congiunto nippo-sino-coreano sul monte (2013).

Il Gangshika (noto anche come Gang Ziska; in cinese 崗什卡雪峰T, 岗什卡雪峰S, Gǎngshíkǎ XuěfēngP) è un monte di 5254 m di altezza situato nella parte orientale del Qilian Shan, nel Qinghai nord-orientale, più precisamente nella contea autonoma hui di Menyuan della prefettura di Haibei, a non troppa distanza dal confine con il Gansu. Il Ganshika è la cima più elevata del Lenglong Ling, una sottocatena del Qilian Shan. I suoi versanti meridionali sono drenati dal fiume Datong e dai suoi affluenti, mentre quelli settentrionali indirizzano le loro acque al Dongda He, un fiume endoreico che termina il suo corso nel Gansu, nei pressi di Jinchang.
Attraverso i suoi ghiacciai si snoda un percorso di arrampicata molto popolare tra gli alpinisti, sebbene la contea di Menyuan vieti l'ingresso agli stranieri privi di permesso. La città più vicina è Qingshiju (青石咀镇) o Qingshizui (青石嘴), nella contea di Menyuan.